# Saint-Pantaléon-les-Vignes
Saint-Pantaléon-les-Vignes település Franciaországban, Drôme megyében. Lakosainak száma 400 fő (2022. január 1.). Saint-Pantaléon-les-Vignes Rousset-les-Vignes, Venterol és Valréas községekkel határos.

## Népesség
A település népessége az elmúlt években az alábbi módon változott:
| Lakosok száma | 234  | 287  | 319  | 336  | 428  | 442  | 441  | 420  | 410  | 400  |
|               | 1968 | 1982 | 1990 | 2006 | 2013 | 2015 | 2017 | 2019 | 2020 | 2022 |